# Piràmide de Khentkaus I
La piràmide de Khentkaus I forma part del complex funerari de la reina Khentkaus I a la necròpolis de Guiza. A vegades es fa referència a ella com la Quarta Piràmide. Porta el número 100 a la llista de monuments funeraris elaborada per Lepsius, i va ser excavada i identificada per Selim Hassan en els anys 1932 i 1933.

## Descripció

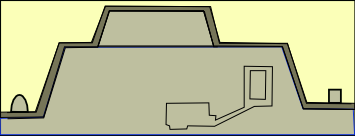
Secció transversal de la piràmide, amb les cambres interiors.

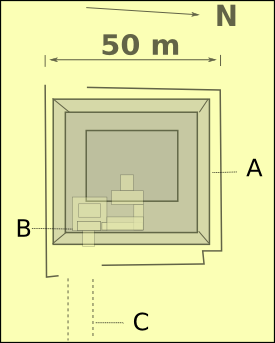
Plànol de la piràmide:
A: tomba,
B: cambra funerària,
C: calçada processional.

De 45,5 x 45,8 de planta i amb 16,7 m d'alçada (actual), aquesta tomba té actualment dues alçades i està construïda sobre un aflorament rocós. Resulta difícil saber si en origen era una piràmide esglaonada o una mastaba de grans dimensions i diverses altures. Va ser construïda en dues fases, i respon a dos projectes diferents.
- El primer monument és quadrat, utilitzant la roca calcària com a base, una mena de gegantina mastaba la capella funerària de la qual està a l'est i que té accés a través de la roca. Els seus murs tenen una inclinació de 74°.
- Un segon projecte va superposar un edifici rectangular al primer, el que dona una aparença única al monument.

El volum de blocs de pedra utilitzat va ser enorme, i tot això estava recobert de pedra calcària de Tura. El monument està acompanyat d'un temple funerari unit, d'un mur que envoltava el conjunt i d'una calçada que l'unia al Temple de la Vall de Menkaure.
S'accedeix a les cambres funeràries de la reina per un corredor que es va obrir a la banda oriental, cosa inusual en les piràmides de les reines, que s'explica si el monument no tenia previst aquesta finalitat. La disposició interna és més complexa del que és habitual, el que s'explica per la importància que es va donar a la reina, enllaç dinàstic entre la quarta i la cinquena dinasties. Aquesta importància de Khentkaus explica el privilegi que tingués un complex funerari independent.
Al voltant de la piràmide es van construir les tombes per als cortesans, així com les dels sacerdots encarregats del seu culte, que es va mantenir durant tot l'Imperi Antic.

## Complex funerari
La piràmide té un petit temple funerari al costat est de la piràmide, amb una sala d'ofrenes i una altra reservada per a la porta falsa. El temple era accessible per una calçada que puja des del Nil No hi ha rastre d'un Temple de la Vall, el que suggereix que es va utilitzar el de Menkaura, situat al costat de l'extrem de la calçada.
Al costat de la calçada es va crear una ciutat de sacerdots amb terres de cultiu, que s'estenia d'est a oest formant un angle recte cap al sud, en direcció al temple de Menkaura. El fet que aquestes cases es construïssin en el desert ha mantingut els seus fonaments i algunes parets prou com per estudiar-les i aixecar un plànol. La ceràmica trobada indica que el culte a la reina es va mantenir durant les dinasties cinquena i sisena.
Els resultats de les excavacions i estudis coincideixen que el canvi de projecte va coincidir amb la fi de la quarta dinastia. La voluntat de destacar la importància de la morta reina, parent dels faraons anteriors, que com a Gran Esposa Reial va transmetre els drets a la nova dinastia. Entre els seus títols es troben el de Filla del Rei (sat-niswt) i el de Mare dels dos Reis de l'Alt i Baix Egipte (mw.t nsw-bi.ty), cosa que el seu fill volia deixar molt clara: està gravat a l'entrada, al costat d'una representació de la reina amb ceptre, Uraeus i barba cerimonial.

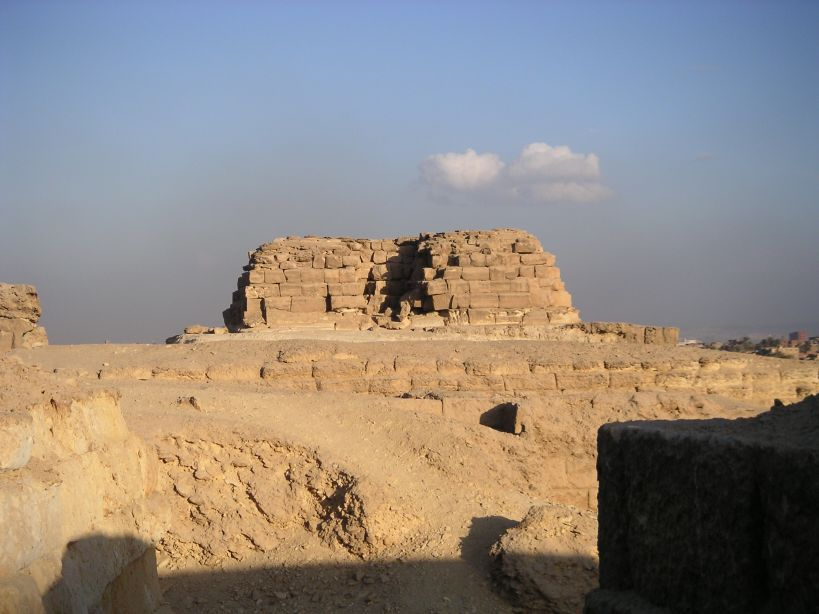
Vista des de l'oest
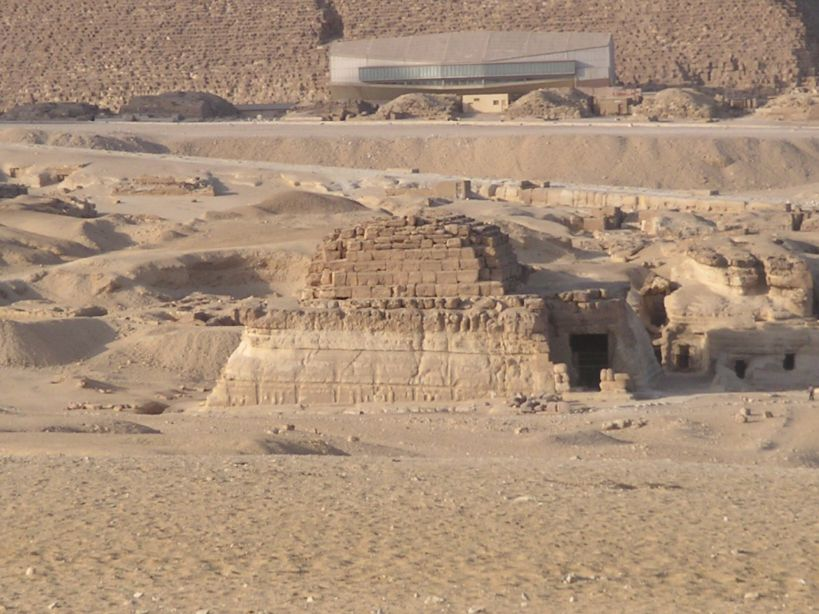
Vista des del sud
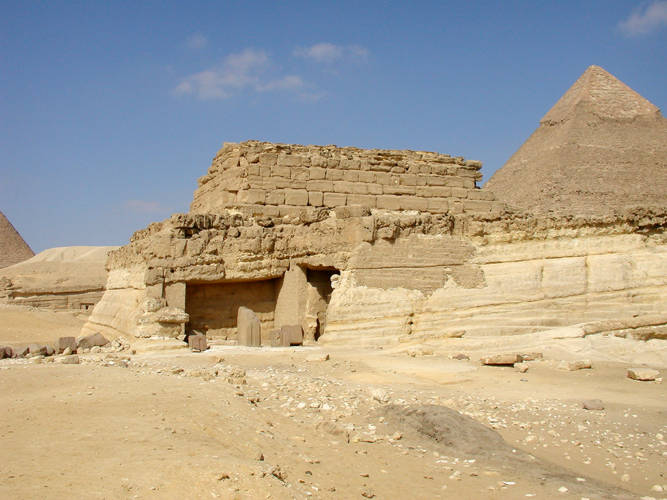
Vista des de l'est, amb les restes del temple
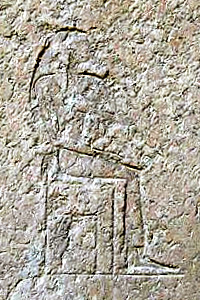
Relleu de la reina amb l'ureu i el ceptre, esculpit sobre granit